# Asian Highway 6
Der Asian Highway 6 (AH6) (englisch für ‚Asiatische Fernstraße 6‘) ist eine Strecke des Asiatischen Fernstraßen-Projektes mit einer Gesamtlänge von 10.533 km. Die Straße beginnt in Südkorea und führt durch Nordkorea, China, Kasachstan und Russland bis an die Grenze zu Belarus, wo sie als  weitergeführt wird. Ab Omsk ist der AH6 deckungsgleich mit der Europastraße 30.
Ähnlich den Europastraßen werden existierende Strecken zusätzlich mit der Bezeichnung „AH6“ ausgestattet. Die teilnehmenden Staaten haben sich verpflichtet, den Ausbaustandard der transnationalen Straßen zu erhöhen.

## Südkorea
- Busan Expressway 61: Busan-Zentrum – Busan-Nopo-dong
- Nationalstraße 7: Busan-Nopo-dong – Ulsan – Pohang – Samcheok
- Expressway 65: Samcheok – Gangneung – Sokcho
- Nationalstraße 7: Sokcho – Goseong
- Grenze  Nordkorea

## Nordkorea
- Grenze  Südkorea
- /  Kosong – Wŏnsan
  - Abzweig:  Wŏnsan – Pjöngjang
- : Wŏnsan – Ch’ŏngjin – Chassan
- Grenze  Russland

## Russland
- Grenze  Nordkorea
- Straße 05A-214 (früher ): Chassan – Rasdolnoje
  - Abzweig  (früher ) und 05A-608 (früher ): Rasdolnoje – Wladiwostok/Nachodka
- (früher ): A370 Rasdolnoje – Ussurijsk
- Straße 05A-215 (früher ): Ussurijsk – Pogranitschny
- Grenze  Volksrepublik China

## China
- Grenze  Russland
- G10: Suifenhe – Harbin – Qiqihar – Hulun Buir
- Nationalstraße 301: Hulun Buir – Manjur
- Grenze  Russland

## Russland
- Grenze  Volksrepublik China
- Fernstraße A350 (früher ): Sabaikalsk – Tschita
- Fernstraße R258 (früher ): Tschita – Ulan-Ude – Irkutsk
- Fernstraße R255 (früher ): Irkutsk – Krasnojarsk – Nowosibirsk
- Fernstraße R254 (früher ): Nowosibirsk – Omsk – Issilkul
- Grenze  Kasachstan

## Kasachstan
- Grenze  Russland
- M51: Karakuga – Petropawl – Chistoe
- Grenze  Russland

## Russland
- Grenze  Kasachstan
- Fernstraße R254 (früher ): Petuchowo – Kurgan – Tscheljabinsk
- M5: Tscheljabinsk – Ufa – Samara – Moskau
- M1: Moskau – Smolensk – Krasnoje
- Grenze  Belarus (weiter auf  )